# Lauteraarhorn
De Lauteraarhorn is een vierduizender in de Zwitserse Berner Alpen. Uitgangspunt voor de normaalroute is het Aarbivak (2780 m), bereikbaar vanuit het Grimselhospiz (1980 m). De berg staat bekend als een van de meest afgezonderde toppen van de Alpen.
Op 8 augustus 1842 werd de berg voor het eerst beklommen door Pierre Jean Édouard Desor, Ch. Girard, Arnold Escher von der Linth en Melchior Bannholzer. De Lauteraarhorn wordt vaak in combinatie met de Schreckhorn (4078 m) beklommen die iets noordelijker ligt en iets hoger is.